# Macrosphyra longistyla
Macrosphyra longistyla là một loài thực vật có hoa trong họ Thiến thảo. Loài này được (DC.) Hiern mô tả khoa học đầu tiên năm 1877.